# Cisaris mitis
Cisaris mitis är en stekelart som beskrevs av Pei och Mao-Ling Sheng 2000. Cisaris mitis ingår i släktet Cisaris och familjen brokparasitsteklar. Inga underarter finns listade i Catalogue of Life.